# Coelorinchus shcherbachevi
Coelorinchus shcherbachevi is een  straalvinnige vissensoort uit de familie van rattenstaarten (Macrouridae). De wetenschappelijke naam van de soort is voor het eerst geldig gepubliceerd in 1997 door Iwamoto & Merrett.
De soort staat op de Rode Lijst van de IUCN als Onzeker, beoordelingsjaar 2009.